# Isopterygium welwitschii
Isopterygium welwitschii är en bladmossart som beskrevs av Gepp in Hiern 1901. Isopterygium welwitschii ingår i släktet Isopterygium och familjen Hypnaceae. Inga underarter finns listade i Catalogue of Life.